# Citizen Watch

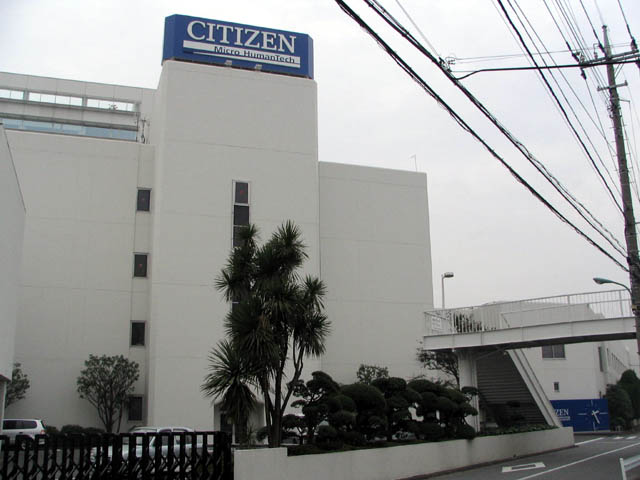
Citizens huvudkontor i Tokyo.

Citizen Watch är ett elektronikföretag som främst tillverkar armbandsur. Det grundades 1930 och har huvudkontor i Tokyo. Andra produkter är miniräknare, skrivare, hälsovårds-apparater och styrsystem för verkstadsmaskiner.

## Bilder

Tidigare och nuvarande Citizen-produkter
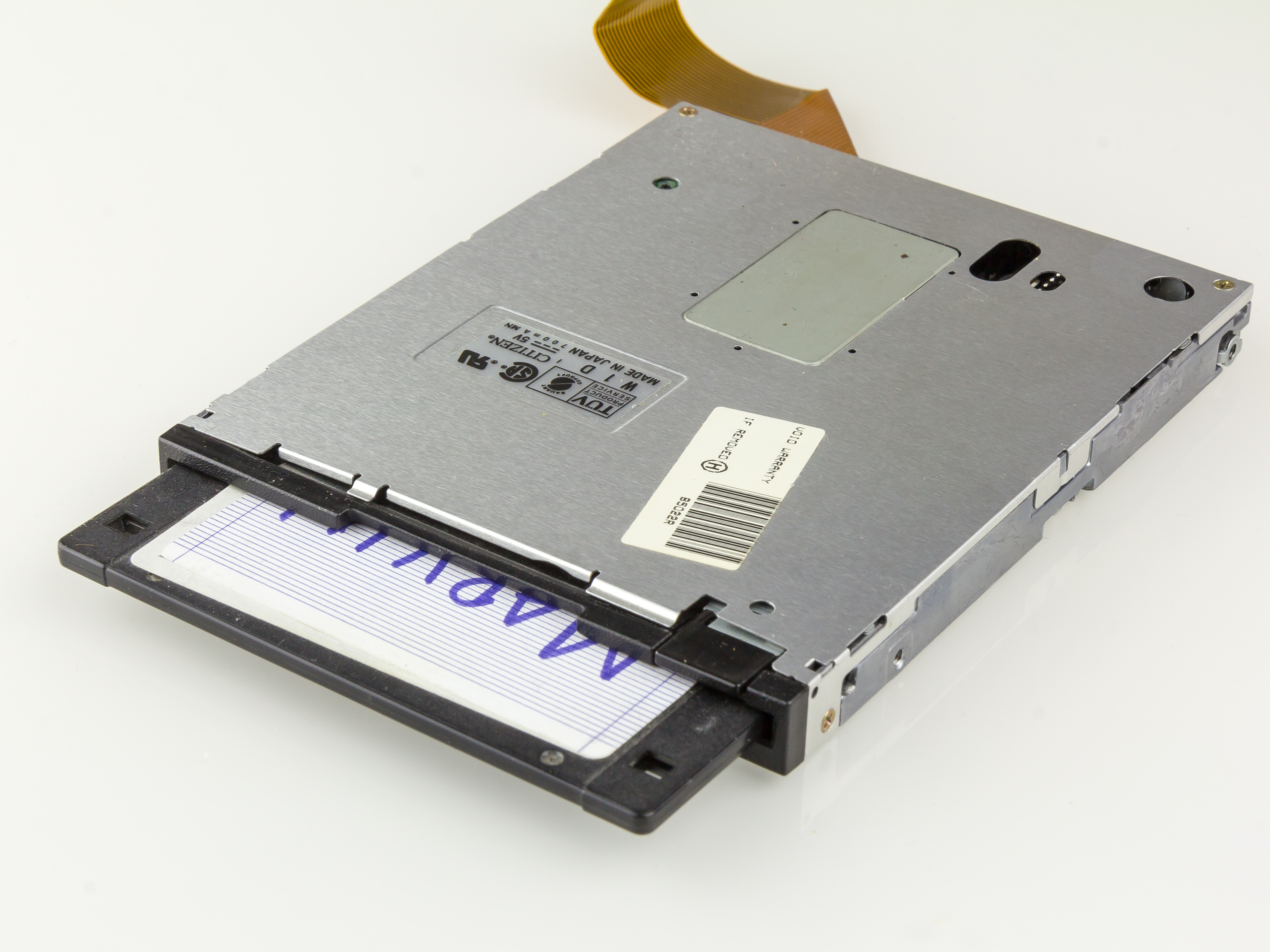
Citizen W1D intern 3.5"-diskettläsare.
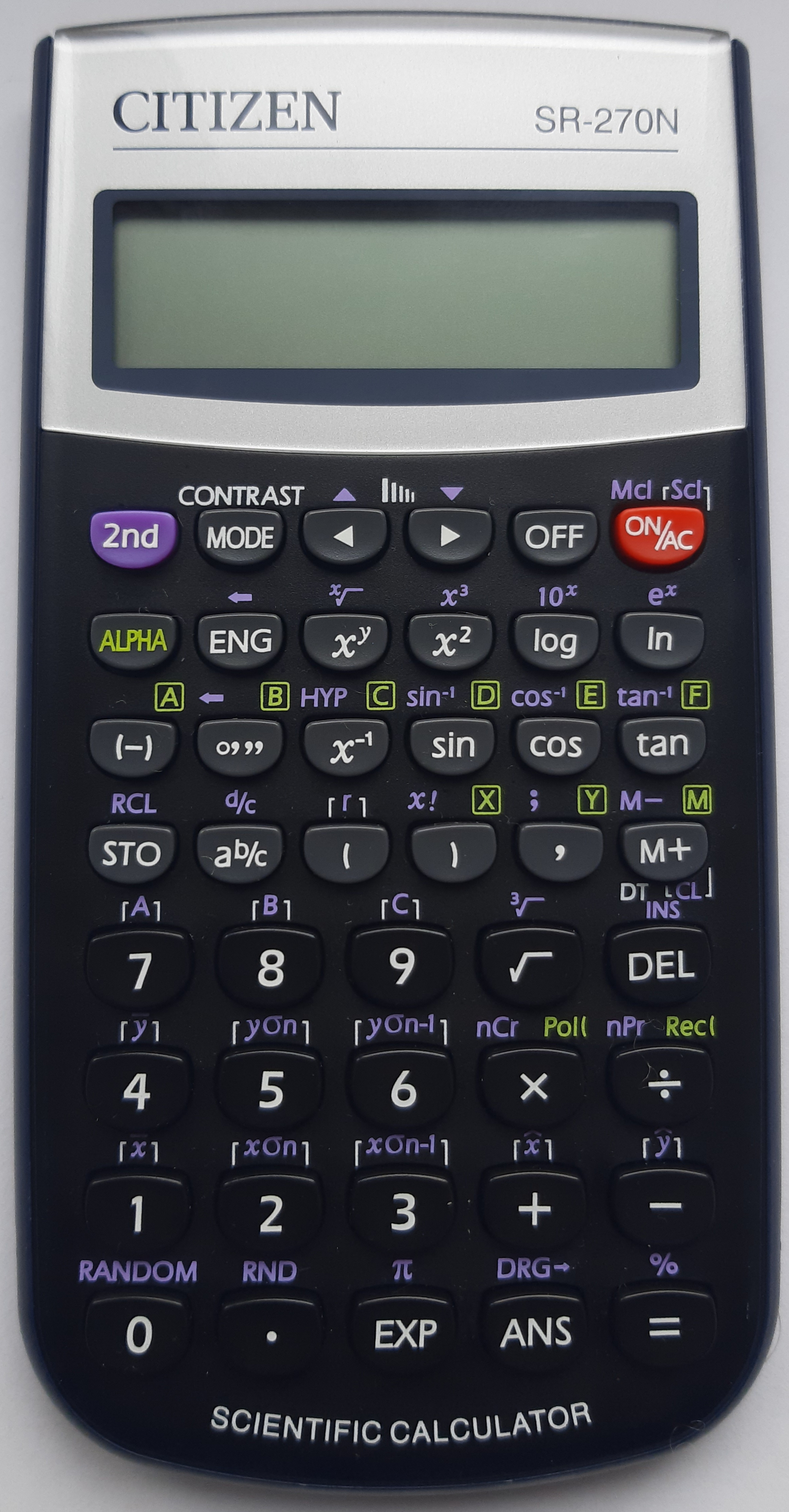
Citizen SR-270N-miniräknare från 2015.
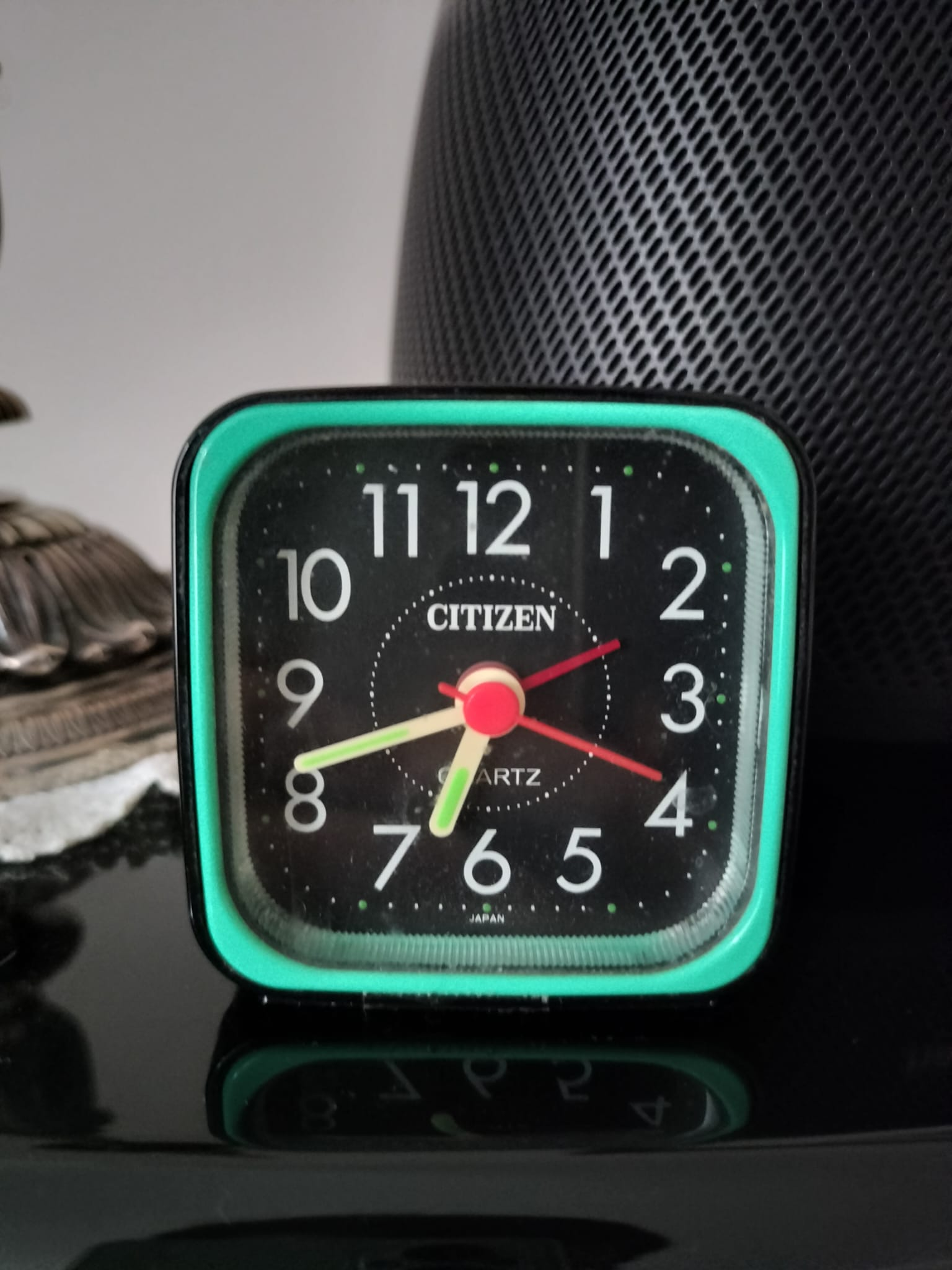
Väckarklocka av Citizen.
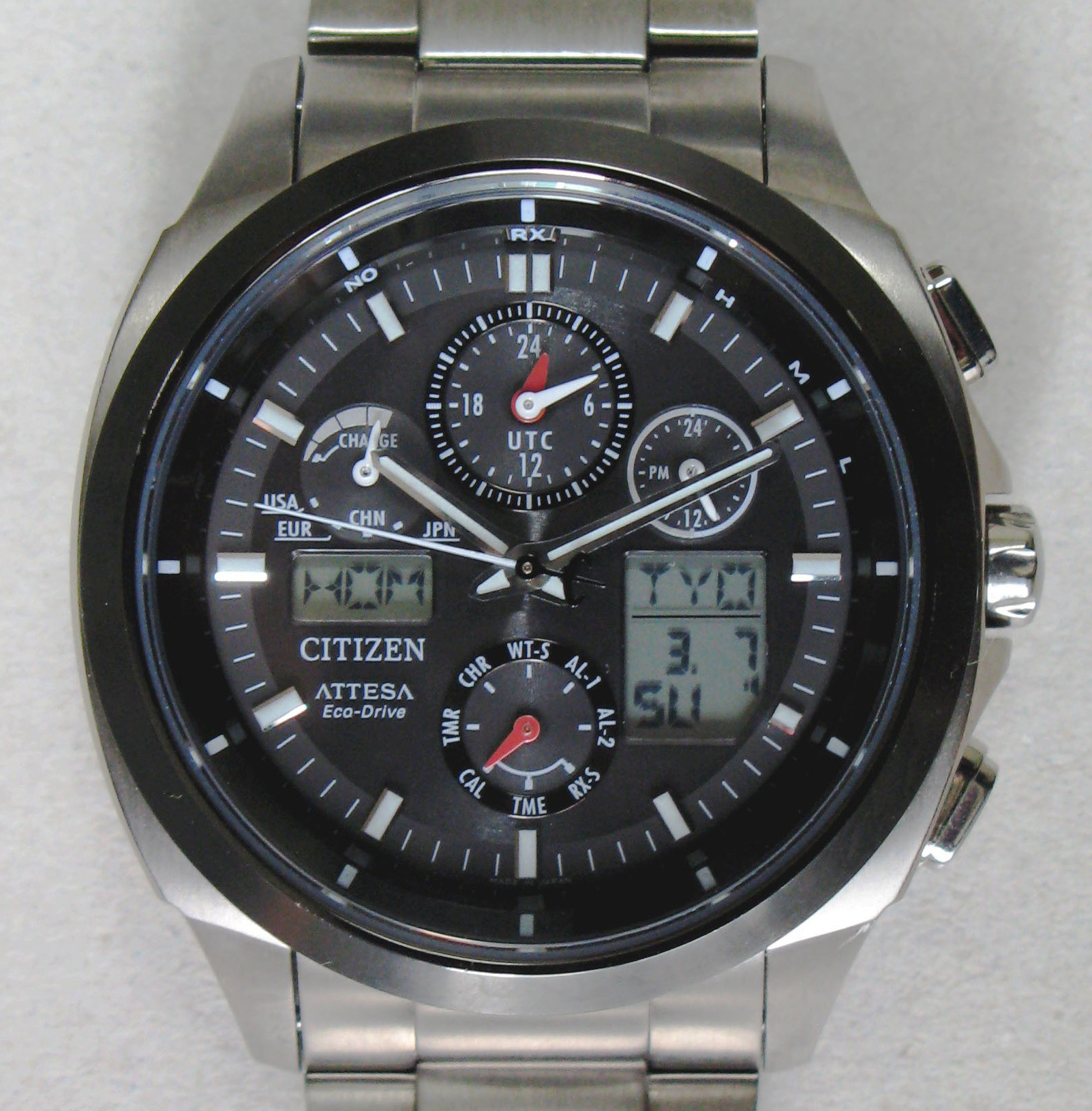
Den solljus-laddade Citizen Attesa Eco-Drive ATV53-3023.